# Диоксидифторонептунат рубидия
Диоксидифторонептунат рубидия — неорганическое соединение,
комплексная оксосоль рубидия, нептуния и плавиковой кислоты
с формулой Rb[NpO2F2],
серо-зелёные кристаллы.

## Физические свойства
Диоксидифторонептунат рубидия образует серо-зелёные кристаллы
тригональной сингонии,

параметры ячейки a = 0,6814 нм, α = 36,18°.